# Diego Jourdan
Diego Jourdan Pereira (acreditado en historietas como Diego Jourdan) es un autor uruguayo de libros para todas las edades, residente en Santiago de Chile.

## Biografía
Nació en Montevideo, Uruguay. Posteriormente, se mudó a Santiago de Chile en 1991, donde ha vivido desde entonces.
Jourdan Pereira estudió diseño gráfico en la Universidad del Pacífico en Chile y diagramación digital en el Fashion Institute of Technology de New York, y trabajó principalmente como dibujante de historietas durante veinte años, los primeros diez de los cuales pasó ilustrando franquicias como Teenage Mutant Ninja Turtles, G.I. Joe, Transformers: Animated, Astro Boy, Digger & Friends, Ghostbusters, y personajes Disney/Pixar para editoriales norteamericanas como IDW Publishing, Mirage Studios, and Boom Studios; antes de cruzar el Atlántico a DC Thomson en Escocia, donde se hizo cargo de los cómics de Ivy the Terrible, Lego City, y Pie Face para el semanario The Beano, Snooty & Scamp (Lord & Lauser) para Wendy, incontables ilustraciones para WWE Kids Magazine, y finalmente fue elegido como reemplazo ocasional de Peter Davidson en las tiras del Sunday Post Oor Wullie, The Broons, y Wee Harry. 
También se involucró con la restauración y re-coloreo de historietas clásicas, comenzando con The Purple Smurfs (Papercutz), el cuadro de humor de internet Last Kiss, Justice League International Omnibus para DC Comics, y recopilaciones del trabajo de los dibujantes uruguayos Carlos María Federici (Detective Intergaláctico ), Fola (El hombre que fue una biblioteca ) y Emilio Cortinas (Hazañas de un viajero del tiempo), todas publicadas por la convención de historietas uruguaya Montevideo Comics.
Entre 2014 y 2016 se dedicó a la xilografía, formando parte en la residencia japonesa MI Lab, un programa diseñado para enseñar "mokuhanga" (xilografía japonesa al agua) a artistas extranjeros. Cuatro de sus grabados bíblicos fueron incluidos en el libro Revealed: A Storybook Bible for Grown-ups, junto a obras de Albrecht Dürer, Rembrandt van Rijn, Franz Marc, y Eric Gill entre muchos otros. Comercialmente, aplicó su experiencia como grabador en el desarrollo de libros de colorear para adultos, principalmente para Dover Publications en los Estados Unidos.
Desde 2017 en adelante, Jourdan Pereira eligió hacer carrera como autor de no-ficción, debutando como escritor en idioma inglés con la publicación de su Astonishing Bathroom Reader en 2020, y su secuela de 2021, Bizarre Bathroom Reader.
En septiembre de 2021, dos títulos traducidos por Jourdan al castellano, Sonic: El destino del Dr. Eggman, y Locke & Key: Bienvenidos a Lovecraft, fueron lanzados IDW Publishing en los EE. UU.. Otra de sus traducciones, Voices That Count, fue publicada en junio de 2022.
El final de 2021 también vio su regreso a los libros de colorear para adultos con la publicación de su serie de libros Masterpixels.
En 2022, Jourdan Pereira comenzó  a adaptar clásicos para la línea "5-Minute" de Sky Pony Press, con 5-Minute Classic Animal Stories, una colección de cuentos y fábulas, seguido por 5-Minute Jesus Stories, al tiempo que se incorporó como crucigramista al Almanaque Mundial con The World Almanac Book of Crosswords y sus anuarios de sopas de letras.
En 2023 comienza a escribir columnas para la revista Writer's Digest.  Su nueva traducción al inglés de Cuentos de Amor de Locura y de Muerte de Horacio Quiroga fue anunciada por la editorial londinense Renard Press en octubre de ese año.

## Premios y reconocimientos
- En enero de 2009, fue aceptado como miembro regular de la prestigiosa National Cartoonists Society.

- En 2011, su historieta Verdes, junto con el guionista argentino Javier Hildebrandt, ganó el concurso de la revista antológica italiana MONO, y fue publicada en el número 10 de la misma.

- El 6 de diciembre de 2014 le fue entregado el Premio Morosoli (medalla de plata, categoría artes plásticas), por sus contribuciones a la cultura uruguaya.[26]
- En febrero de 2021, su libro Bible Power Puzzles[27] ganó una medalla de bronce en los Illumination Book Awards.[28]
- El 9 de julio de 2021, su libro de actividades infantil Giant Book of Games and Puzzles for Smart Kids ganó el Segundo Lugar en el concurso de los Purple Dragonfly Book Awards.[29]

### Autor / Escritor
- Creative Haven American Landscapes (2015)
- Creative Haven Wildlife (2015)
- Creative Haven Dogs (2016)
- Creative Haven Grumpy Cat Hates Coloring (2016)
- Creative Haven Grumpy Cat vs. The World (2016)
- Al servicio del cómic internacional (2016)
- ¡Gana dinero ilustrando! (2017)[30]
- Introducción al cómic internacional (2017)[31]
- Giant Book of Games and Puzzles for Smart Kids (2020)
- The Big Book of Brain-Boosting Puzzles (2020)
- Elmo on The Move: At the Airport (2020)
- Elmo on The Move: At the Farm (2020)
- Bible Power Puzzles (2020)[32]
- Astonishing Bathroom Reader (2020)[33]
- The Giant Sight Word Workbook (2021)
- The Big Book of Brain Boosting Pix-Cross Puzzles (2021)
- Masterpixels: Amazing Wildlife (2021)
- Masterpixels: Incredible Sea Life (2021)
- Bizarre Bathroom Reader (2021)[34]
- The World Almanac Book of Crosswords (2022)
- 5-Minute Classic Animal Stories (2022)
- 5-Minute Jesus Stories (2023)
- The World Almanac 2024 Word Search (2023)[35]
- The World Almanac 2025 Word Search (2024)[36]
- The Gigantic Activity Book for Smart Kids (Smart Kids by American Mensa) (2025)[37]

### Traductor
- Sonic: El destino del Dr. Eggman (2021)
- Locke & Key: Bienvenidos a Lovecraft (2021)
- Voices That Count (2022)
- Tales of Love, Madness & Death (2024)[38]
- Gypsy Ballads (2024)[39]
- Soma (2025)[40]
- Planeta (2025)[41]
- Espada: The Will of the Blade (2025) [42]

### Artista / Illustrador / Colorista
- El Mercurio (1997-2014)
- Chirality #12 (1998)
- Legend of Lemnear (1999)

- Sicario #1-2 (1997-1998)
- La Ruta de los Arcanos #2 (1999)
- Conozca MAS (2000)
- Digital Webbing Presents #1-2-3 (2002)
- Supernatural Law #33 (2000)
- Supernatural Law Secretary Mavis #4 (2002)
- Leather Jacket Guy #1-2 (2003)
- Fused #2-3-4 (2003)
- K9 Magazine #16-42-65 (2003 - 2004)
- GREAT APE #1 (2003)
- B.A.B.E. Force: Jurassic Trailer Park Prequel/Dr. Chaos' Comic Cornucopia (2003)
- Knights Of The Dinner Table: Everknights #6 (2003)
- Tales of the TMNT  #25, 26, 30, 32, 35, 37, 40 (2006 - 2007)
- TMNT: The Official Movie Adaptation (2007)
- TMNT: Fast Forward (2008)
- TRANSFORMERS ANIMATED (2008)
- G.I. Joe: Resolute #1-2-3 (2008)
- Astro Boy The Movie: Official Movie Prequel #1-2-3-4 (2008)
- Digger & Friends #1-2-3-4 (2009)
- G.I. Joe Combat Heroes: We Are G.I. Joe (2009)
- Ghostbusters: Past, Present And Future (2009)
- Toy Story #7 (2010)
- Darkwing Duck #6 and #8 (2010)
- Uncle Scrooge #397-398-399 (2010)[43]
- MAD Magazine (Australia) (2010-2012)
- The Beano: Ivy the Terrible, Lego City, Pie-Face (2010-2014)
- Wendy: Snoot & Scamp in Wendy (2010-2011)
- WWE Kids Magazine (2011-2020)
- Moshi Monsters Magazine (2011)
- Glow-in-the-dark Zombie Sticker Paper Doll (2014)
- Glow-in-the-dark Fairy Princess Sticker Paper Doll (2014)
- Crononautas (2014)[44]
- Creative Haven American Landscapes (2015)
- Creative Haven Wildlife (2015)
- Creative Haven Dogs (2016)
- Creative Haven Grumpy Cat Hates Coloring (2016)
- Creative Haven Grumpy Cat vs. The World (2016)
- Donald Duck #44 (2016)
- Donald Duck #39 (2017)
- Go-bots #1 (2018)
- My Little Pony: Friendship is Magic #76 (2019)
- Donald Duck #37 (2019)
- The Great Gatsby Deluxe Illustrated Edition (2021)
- Masterpixels: Amazing Wildlife (2021)
- Masterpixels: Incredible Sea Life (2021)
- Winnie the Pooh: The Classic Edition (2022)[45]
- La Torre de Papel (2022)[46]
- The Sustainability Adventures of Keera, Kanay & Ra (2023)
- 5-Minute Jesus Stories (2023)
- The House at Pooh Corner: The Classic Edition (2024)[47]
- Now We Are Six (2025)[48]